# Tatiana Totmianina
Tatiana Ivanovna Totmianina (russe : Татьяна Ивановна Тотьмянина), née le 2 novembre 1981 à Perm, est une patineuse artistique russe qui concourait en couple. Son partenaire depuis 1996 est Maksim Marinin ; le couple prend sa retraite en 2006. Ensemble, ils remportent la médaille d'or aux Jeux olympiques d'hiver de 2006 à Turin, sont double champions du monde et quintuple champions d'Europe. Elle est depuis 2009 la compagne de Aleksey Yagudin, avec lequel elle a deux filles nommées Elizaveta et Michèle.
Elle est entraînée par Oleg Vassiliev, qui succède à Natalia Pavlova (en).

## Carrière

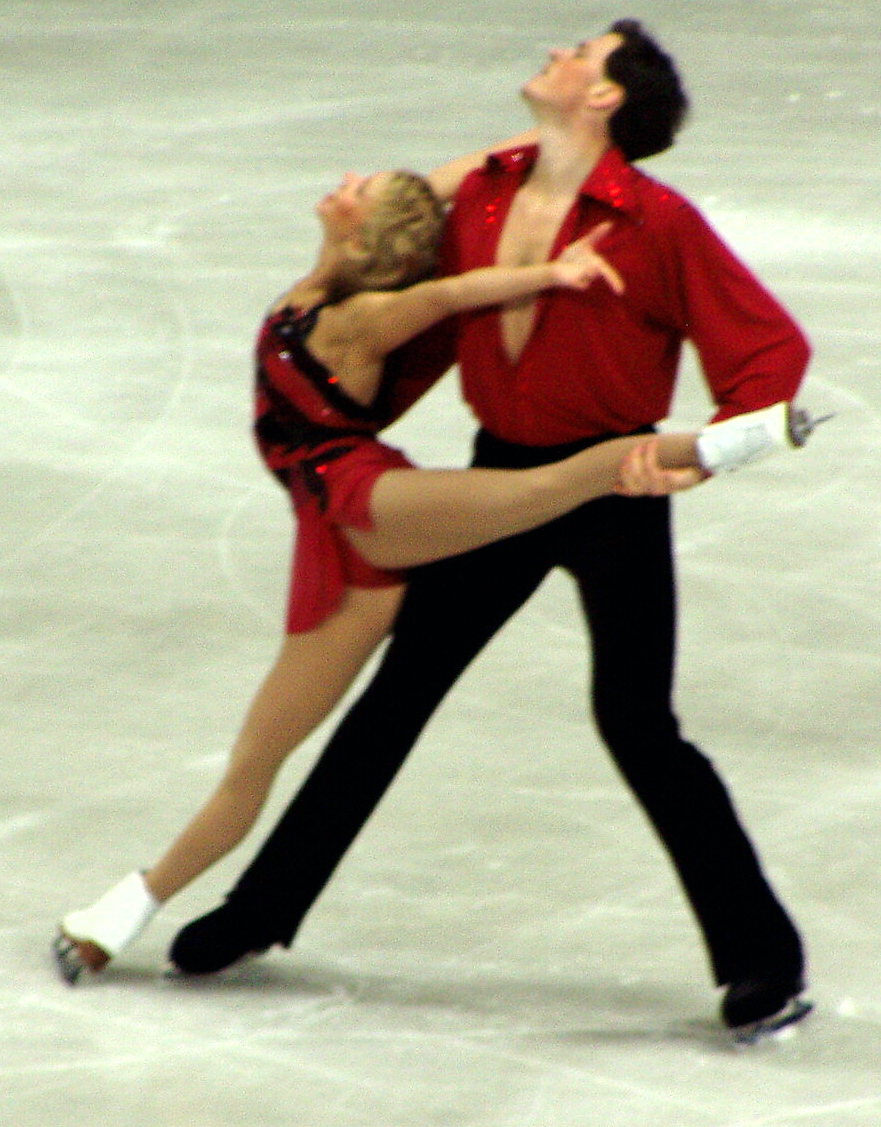
Totmianina et Maksim Marinin aux championnats du monde 2004.

### Niveau novice et junior
Tatiana Totmianina a commencé le patin à l'âge de quatre ans,, après que sa mère l'a amenée au palais des sports de Perm. Elle y prendra des cours de patinage artistique.
À 14 ans, Tatiana a été invitée à s'entraîner à Saint-Pétersbourg, où elle fit la rencontre de Maksim Marinin lors des championnats de Russie de 1995. Celui-ci faisait du patinage en couple depuis 1993, mais n’avait pas de partenaire à cette période. Au début de leur carrière commune, le couple était entrainé par Natalia Pavlova (en), et leurs performances étaient chorégraphiées par Svetlana Korol.

### Niveau senior
Tatiana et Maksim ont continué de progresser côte à côte tout au long des années 1990. En 1998, le couple a demandé à Tamara Moskvina de devenir leur entraîneuse. N’étant pas en mesure de prendre de nouveaux élèves, cette dernière leur a conseillé de se tourner vers Oleg Vasiliev, champion olympique de patinage en couple 1984. Oleg a refusé dans un premier temps puisque n'ayant ni patinoire où les entraîner, ni contacts, avant d'accepter en 2001 lorsque Moskvina a de nouveau envoyé le couple vers lui. Tatiana et Maksim se sont séparés de leur entraîneuse Natalia Pavlova (en) peu de temps avant les Championnats d'Europe de 2001. Afin de suivre les entraînements d'Oleg Vasiliev à l'Oakton Ice Arena de Park Ridge (Illinois), le couple a été contraint de déménager à Chicago,,.
Tatiana et Maskin ont remporté leur premier titre lors des Championnats d'Europe de 2002, puis ont obtenu la quatrième place lors des Jeux olympiques d'hiver de 2002 de Salt Lake City. Après avoir terminé deuxième des Championnats du Monde deux années de suite (2002 et 2003, battus par leurs rivaux chinois Shen Xue et Zhao Hongbo, ils ont remporté l'or lors de l'édition 2004. Le lendemain de leur victoire, Tatiana se blesse à l'épaule lors d'un entraînement, et le couple est alors contraint d'annuler leur participation au gala d'exhibition.

### Accident
Le 23 octobre 2004, pendant son passage en programme libre lors de l'édition 2004 du Skate America, le couple entame un "axel lasso lift". Maksim perd l'équilibre, et Tatiana se retrouve projetée tête la première contre la glace,,. Elle passe la nuit à l'hôpital le plus proche, souffrant d'une commotion cérébrale.
Le 25 octobre, Tatiana annonce que, malgré la douleur ressentie lors de sa chute, elle n'en a aucun souvenir. Elle n'a donc aucune appréhension quant à son retour sur la glace, qui aura lieu quelques jours plus tard après une guérison rapide.
Bien qu'elle n'en veuille aucunement à Maksim, cet accident a eu un impact psychologique important sur lui. Il fera appel à un psychologue sportif afin de passer outre la peur de porter sa partenaire.

### Suite de carrière

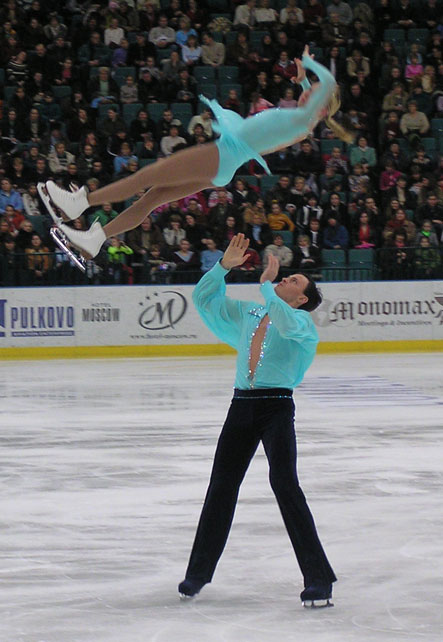
Tatiana et Maksim effectuent un twist lift lors des Championnats de Russie en Janvier 2005

Tatiana et Maksim reprennent la compétition deux mois plus tard en janvier 2005, remportant l’or lors des Championnats de Russie et des Championnats d’Europe. Ils concourent lors des Championnats du monde qui se tiennent à Moscou en mars 2005. Ils remportent leur deuxième titre consécutif de champions du monde, avec dix points d’avance sur Maria Petrova et Aleksey Tikhonov.
Tatiana et Maksim ont continué de dominer la compétition. En décembre 2005, Tatiana est hospitalisée, souffrant de problèmes à la vésicule biliaire. Ils remportent leurs cinquièmes Championnats d’Europe consécutifs en Janvier 2006. Shen Xue et Zhao Hongbo se remettant d’une déchirure du talon d’Achille, le couple est favori à l’obtention de l’or olympique lors des Jeux olympiques de Turin. Ils remportent le programme court de patinage en couple le 11 Février, puis le programme libre le 13 février, obtenant ainsi le titre de champions olympiques de patinage en couple 2006.
Tatiana et Maskim ne concourent pas lors des Championnats du monde en mars 2006. Ils annoncent par la suite prendre leur retraite compétitive. Le couple a participé au spectacle sur glace Champions on Ice, aux côtés de patineurs notoires tels que Michelle Kwan, Evgeni Plushenko et Viktor Petrenko.
Tatiana a fait plusieurs apparitions dans l’émission russe "Ice Age (en) ", en tant que patineuse ou juge. Elle continue de patiner avec Maksim lors de spectacles sur glace en Russie, aux côtés d’autres patineurs célèbres et notamment de son mari Aleksey Yagudin,.

## Biographie
Tatiana est née le 2 novembre 1981 à Perm en Russie. Son père était émotionnellement absent, et les a abandonnées elle et sa mère quand Tatiana avait sept ans. Bien qu’il vivait proche, il ne leur a jamais proposé son aide. Tatiana et sa mère sont allées vivre chez sa grand-mère maternelle, qui était atteinte de schizophrénie et devenait souvent violente. À la suite de cela, Tatiana raconte que sa mère et elle sont devenues presque inséparables, « comme des jumelles siamoises ».
Quand elle a commencé à bien gagner sa vie, Tatiana a acheté une voiture et un appartement privé à Saint-Pétersbourg à sa mère. En janvier 2009, peu de temps après l’annonce de ses fiançailles à Aleksey Yagudin, sa mère a été grièvement blessée dans un accident de voiture ; elle succombera à ses blessures à l’hôpital. Aleksey a épaulé Tatiana pendant son deuil et sa dépression, liés au décès de sa mère.
Le 20 novembre 2009, Tatiana a donné naissance à leur première fille nommée Elizaveta ("Liza"),. Le 20 mai 2015, le couple annonce attendre son deuxième enfant; Michèle naîtra le 2 octobre 2015. Ils ont un Yorkshire terrier du nom de Varia.

## Programmes
(avec Maksim)
| Saison    | Programme court | Programme libre                                             | Exhibition                                                                                |
| --------- | --- | ----------------------------------------------------------- | ----------------------------------------------------------------------------------------- |

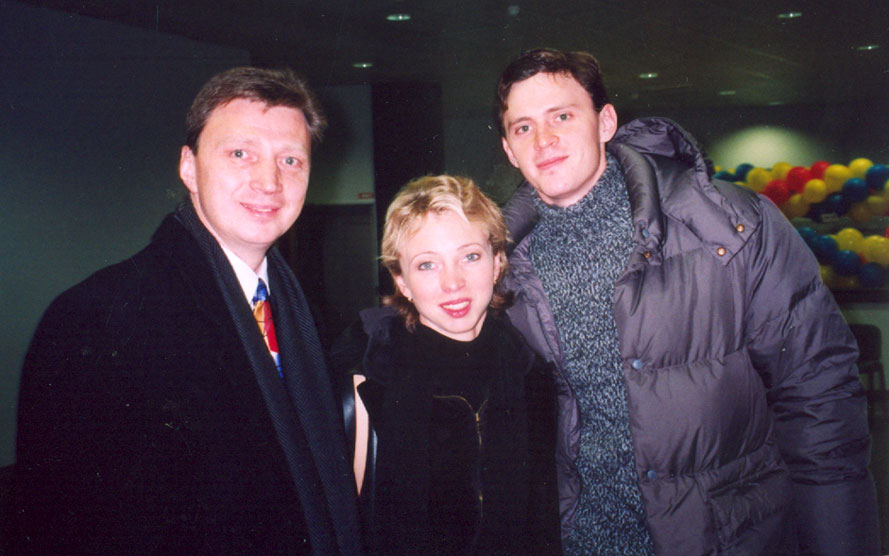
Tatiana et Maksim avec leur entraîneur Oleg Vasiliev

| 2005–06 , | - Romance de La Tempête de neige de Gueorgui Sviridov                                                                | - Roméo et Juliette de Nino Rota arrangé par Edvin Marton   | - Svet Nochi (Originale: Color Of The Night de Lauren Christy (en)) Version russe de Zara |
| 2004–05   | - Ave Maria de Franz Schubert                                                                                        | - Schéhérazade de Nikolaï Rimski-Korsakov                   | - Have You Ever Really Loved a Woman? de Bryan Adams                                      |
| 2003–04 , | - Variations sur un thème de Paganini de Sergueï Rachmaninov                                                         | - Art on Ice de Edvin Marton - Cotton Club de John Barry    | - Your Song                                                                               |
| 2002–03   | - Peer Gynt d’Edvard Grieg - Au matin - Dans l’antre du roi de la montagne                                           | - Cotton Club de John Barry                                 |                                                                                           |
| 2001–02   | - L’Étoile et la mort de Joaquin Murrieta (russe : Звезда и смерть Хоакина Мурьеты) d’Alexeï Rybnikov, Pavel Grushko | - West Side Story de Leonard Bernstein                      | - A Girl Like You d’Edwyn Collins                                                         |
| 2000–01   | - Liebesträume de Franz Liszt                                                                                        | - West Side Story de Leonard Bernstein                      |                                                                                           |
| 1999–2000 | - Passion de Peter Gabriel                                                                                           | - Rhapsodie sur un thème de Paganini by Sergueï Rachmaninov |                                                                                           |
| 1998–99   | - Grand Canyon Suite (en) by Ferde Grofé - Concerto pour violon de Felix Mendelssohn                                 | - Le lac des cygnes by Piotr Tchaïkovski                    |                                                                                           |

## Palmarès
Avec son partenaire Maksim Marinin
| Compétition                         | 1997    | 1998    | 1999    | 2000    | 2001    | 2002    | 2003    | 2004    | 2005    | 2006    |  |  |  |  |  |
| Jeux olympiques d'hiver             |         |         |         |         |         | 4e      |         |         |         | 1re     |  |  |  |  |  |
| Championnats du monde               |         |         | 7e      | 6e      | 5e      | 2e      | 2e      | 1re     | 1re     |         |  |  |  |  |  |
| Championnats d'Europe               |         |         | 5e      | 5e      | 2e      | 1re     | 1re     | 1re     | 1re     | 1re     |  |  |  |  |  |
| Championnats de Russie              | 6e      | 5e      | 3e      | 3e      | 3e      | 2e      | 1re     | 1re     | 1re     | F       |  |  |  |  |  |
|                                     |         |         |         |         |         |         |         |         |         |         |  |  |  |  |  |
| Grand Prix ISU                      | 1996/97 | 1997/98 | 1998/99 | 1999/00 | 2000/01 | 2001/02 | 2002/03 | 2003/04 | 2004/05 | 2005/06 |  |  |  |  |  |
| Finale du Grand Prix                |         |         |         |         |         |         | 1re     | 2e      |         | 1re     |  |  |  |  |  |
| Skate America                       |         |         |         | 7e      | 3e      | 3e      | 1re     |         | A       |         |  |  |  |  |  |
| Skate Canada                        |         |         |         |         |         | 2e      | 1re     | 1re     |         |         |  |  |  |  |  |
| Coupe d'Allemagne                   |         |         |         |         | 3e      |         |         |         |         |         |  |  |  |  |  |
| Trophée de France                   |         |         | 5e      | 2e      |         | 4e      | 1re     | 2e      |         | 1re     |  |  |  |  |  |
| Coupe de Russie                     |         | 5e      | 6e      | 3e      | 6e      |         |         | 1re     |         | 1re     |  |  |  |  |  |
| Légende : F = Forfait ; A = Abandon |         |         |         |         |         |         |         |         |         |         |  |  |  |  |  |